# Abdullah Hassan
Abdullah Hassan (ur. 20 marca 1942 w Teluk Anson) – malezyjski językoznawca. Do jego zainteresowań naukowych należą: translatoryka, język malajski, językoznawstwo malaistyczne, leksykografia i terminologia.
Studia licencjackie i magisterskie ukończył na Uniwersytecie Malaya. W 1972 roku uzyskał doktorat z językoznawstwa na Uniwersytecie Edynburskim.
Jego dorobek obejmuje ponad 50 książek oraz setki artykułów naukowych.

## Wybrana twórczość
- The Morphology of Malay (1974)
- Linguistik Am Untuk Guru Bahasa Malaysia (1980)
- Speak Standard Indonesian: A Beginner's Guide (współautorstwo, 1993)
- Linguistik Am (2005)
- Terjemahan dan Pengglobalan Ilmu (2005)
- Morfologi (2006)